# Hummels Wharf
Hummels Wharf és una concentració de població designada pel cens dels Estats Units a l'estat de Pennsilvània. Segons el cens del 2000 tenia 641 habitants.

## Demografia
Segons el cens del 2000, Hummels Wharf tenia 641 habitants, 314 habitatges, i 184 famílies. La densitat de població era de 883,9 habitants per quilòmetre quadrat.
Dels 314 habitatges en un 24,5% hi vivien nens de menys de 18 anys, en un 48,7% hi vivien parelles casades, en un 6,4% dones solteres, i en un 41,1% no eren unitats familiars. En el 36,9% dels habitatges hi vivien persones soles el 16,2% de les quals corresponia a persones de 65 anys o més que vivien soles. El nombre mitjà de persones vivint en cada habitatge era de 2,04 i el nombre mitjà de persones que vivien en cada família era de 2,63.
Per edats la població es repartia de la següent manera: un 19,2% tenia menys de 18 anys, un 4,7% entre 18 i 24, un 29,5% entre 25 i 44, un 25,1% de 45 a 60 i un 21,5% 65 anys o més.
L'edat mediana era de 43 anys. Per cada 100 dones de 18 o més anys hi havia 93,3 homes.
La renda mediana per habitatge era de 24.600 $ i la renda mediana per família de 25.781 $. Els homes tenien una renda mediana de 38.942 $ mentre que les dones 25.109 $. La renda per capita de la població era de 19.218 $. Entorn del 14,1% de les famílies i el 10,2% de la població estaven per davall del llindar de pobresa.

## Poblacions més properes
El següent diagrama mostra les poblacions més properes.